# Tisinec
Tisinec (in ungherese Tizsény) è un comune della Slovacchia facente parte del distretto di Stropkov, nella regione di Prešov.